# 歸德戰鬥 (國軍內戰)
歸德戰鬥發生於1930年5月11日－17日，地點則是在中國豫東一帶，是國民革命軍內部所發生的內戰戰鬥之一，也是中原大戰主要戰役。歸德戰鬥的交戰雙方，一方為蔣中正轄下的國軍中央軍，另一方為萬選才部隊。